# NGC 7711
NGC 7711 é uma galáxia lenticular (S0) localizada na direcção da constelação de Pegasus. Possui uma declinação de +15° 18' 06" e uma ascensão recta de 23 horas, 35 minutos e 39,4 segundos.
A galáxia NGC 7711 foi descoberta em 14 de Outubro de 1784 por William Herschel.